# Generációs hajó

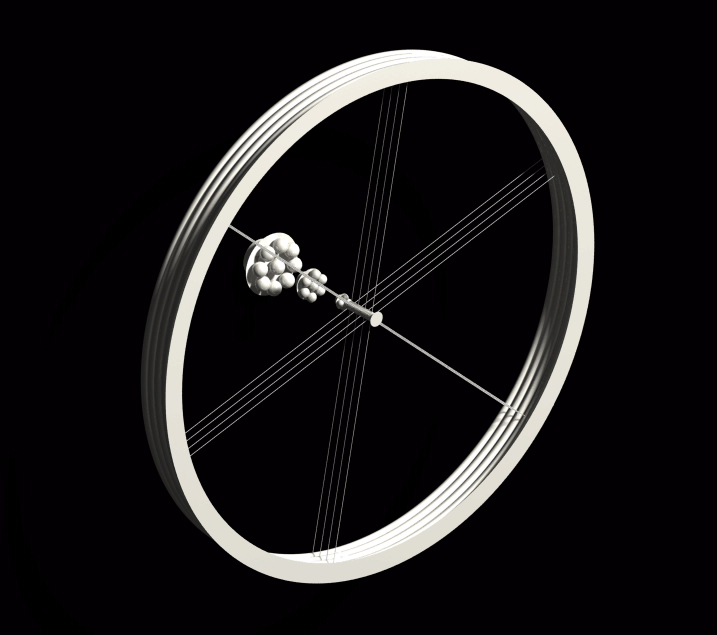
A Hyperion-projekt idején tervezett generációs hajó

A generációs hajó vagy generációs csillaghajó elméleti csillagközi űrhajótípus, ami a fénysebességnél lassabban halad. Annak következtében, hogy akár több százezer évig is tarthat mire egy űrhajó elérne közeli csillagokat, az űrhajó eredeti személyzete megöregedne és meghalna, utódaik folytatnák útjukat.

## Az elképzelés eredete
Robert Goddard amerikai feltaláló volt az első, aki hosszútávú, csillagközi utazásokról írt, Az utolsó migráció (1918) könyvében. Ebben a művében írt a Nap haláláról és egy „csillagközi bárka” szükségletéről. A személyzet évezredekig utazna hibernálva és felébrednének, mikor megérkeznének a tervezett csillagrendszerbe. Goddard tervei szerint kisebb holdakat vagy aszteroidákat használt volna az utazáshoz.
Konsztantyin Ciolkovszkij, a modern rakétatechnika és űrkutatás elméleti megalapozója, volt az első, aki leírta több generáció szükségességét az utazásokhoz, A Föld és az emberiség jövője című esszéjében. Ebben egy Noé bárkája nevű űrkolóniáról írt, ami több ezer évig tudna utazni. Történetében a személyzet annyit változott az évezredek során, hogy már nem is tekintették a Földet otthonuknak.
Egy harmadik korai elmélet 1929-ben jelent meg, John Desmond Bernal leírásában, a The World, The Flesh, & The Devil című esszében. Bernal írása volt az első, amit nyilvánosságra hoztak és nagy befolyással volt más írókra is. Ő arról írt, hogy az emberiség hogyan tudna tovább élni az űrben és megemlített a generációs hajókhoz hasonló űrhajókat is.

## Definíció
A Hein et al. definíciója szerint a generációs hajó egy űreszköz, aminek fedélzetén a személyzet legalább évtizedekig élne, generációkon keresztül. Ezek mellett több alkategóriája is van a generációs hajóknak, amik a „sprinter, lassú hajó, kolónia hajó és világhajó” neveket kapták. Ezek a definíciók a hajó sebességén és a népesség méretén alapulnak.